# عبد الله الملحوق
عبد الله الملحوق دبلوماسي سعودي ورائد من رواد الصحافة السعودية، ولد عام 1924 (1343هـ) في الرياض، وعمل سفيراً للمملكة العربية السعودية في عدد من الدول لمدة ثلاثين عاماً، كما أسس صحيفة «أخبار الظهران» التي ساعده في تحريرها الشيخ عبد الكريم الجهيمان،  وتعد أخبار الظهران أول صحيفة سعودية تصدر في المنطقة الشرقية.

## التعليم والعمل
- بدأ دراسته في الرياض ثم انتقل إلى مكة المكرمة والتحق بمدرسة الصفا التحضيرية، ثم درس في مدرسة المسعى الابتدائية.
- التحق بالبعثة السعودية الثانية في القاهرة حيث تلقى تعليمه في كلية دار العلوم، وكان من زملائه في الدراسة الشيخ حمد الجاسر.
- التحق عام 1943 بالمعهد البريطاني لتعليم اللغة الإنجليزية، فكان متحدثاً بارعاً بالإنجليزية.[4]
- عمل بعد عودته من القاهرة معلماً ومراقباً على مدارس شركة أرامكو في الظهران.
- عمل بعد ذلك في إمارة المنطقة الشرقية مشرفاً على مكتب أميرها.
- أسس في بيروت مدارس تحمل اسم (الكلية السعودية بلبنان)، وقد نشرت (أخبار الظهران) إن الأستاذ نشأة شيخ الأرض، مدير البعثة العلمية بسوريا ولبنان، زار الكلية.

## المناصب
- 1955: عين ملحقاً إعلامياً في بيروت.
- 1968: عين سفيراً للمملكة في الخرطوم.
- 1974: عين بعد ذلك سفيراً في الجزائر.
- 1980: عين بعدها سفيراً في اليونان.[5]

## الهجوم على السفارة السعودية في الخرطوم
من الحوادث الشهيرة التي جرت فترة تعيين الملحوق سفيراً في الخرطوم الحادثة الإرهابية التي عرفت بحادثة الهجوم على السفارة السعودية بالخرطوم، حيث قامت منظمة «أيلول الأسود» في مارس عام 1973م باقتحام السفارة السعودية أثناء إقامة احتفال دبلوماسي أقيم لوداع قائم أعمال السفارة الأمريكية كورتس مور، واستقبال السفير الأمريكي الجديد كليو نويل، قام أعضاء المنظمة باحتجاز الملحوق وزوجته وأبنائه وعدد من السفراء والدبلوماسيين داخل السفارة، ثم قاموا بإطلاق سراح سفراء دول الاتحاد السوفييتي واليابان ورومانيا وإسبانيا وباكستان والصومال والسفراء العرب باستثناء عبد الله الملحوق السعودي، كما أبقوا على كل من السفير الأميركي الجديد جورج كورتس مور والقائم بالأعمال المحتفى به والقائمين بالأعمال البلجيكي والأردني، وقد نتج عن الهجوم الإرهابي قتل السفيرين الأمريكيين وقتل القائم بأعمال السفارة البلجيكية، وقد روت عصمت الحجار الملحوق زوجة السفير الملحوق تفاصيل هذه الحادثة في كتابها (الدبلوماسية وجهة ومواجهة).

## ريادته في الصحافة والنشر
- أنشأ شركة الخط للطباعة والنشر في الدمام عام 1954، وكانت «شركة الخط» هي الحاضنة والراعية لأول صحيفة انطلقت في المنطقة الشرقية.[7]
- أسس صحيفة "أخبار الظهران" التي رأس تحريرها بداية قبل أن يتخلى عن رئاسة تحريرها بعد ذلك لعبد الكريم الجهيمان ليغادر إلى لبنان لمباشرة عمله في السفارة السعودية، وقد توقفت الصحيفة عن الصدور في عام 1376هـ (1957م) ثم عاودت الصدور مرة أخرى في عام 1980هـ الموافق (1961م) تحت رئاسة تحرير عبد العزيز الحمد العيسى، حتى توقفت عن الصدور نهائياً مع صدور نظام المؤسسات الصحفية. وقد صدر العدد الأول منها بتاريخ 1 جمادى الأولى 1374هـ، الموافق 26 ديسمبر 1954م. ويذكر الجهيمان في مذكراته أن اسم الصحيفة في بداية صدورها كان "الظهران" ثم تحول بعد العدد السادس إلى "أخبار الظهران"، كما ذكر أنه "اعتباراً من العدد الثامن عشر الذي صدر يوم الثلاثاء الأول من شهر ربيع الأول 1375هـ الموافق 18 تشرين الأول 1955م أصبح رئيس التحرير على الصفحة الأولى للصحيفة هو عبد الكريم الجهيمان وسكرتير التحرير سعود العيسى ولم يرد اسم رئيسها السابق عبد الله الملحوق، وأنه ورد خبر في الصفحة الثالثة من ذلك العدد ينص على أنه "صدر أمر ملكي كريم بتعيين الرئيس السابق لتحرير هذه الجريدة الاستاذ عبد الله بن عبد الرحمن الملحوق ملحقاً صحفياً بالمفوضية السعودية في بيروت، وأسرة التحرير اذ تأسف على تخليه عن رئاسة التحرير تتمنى له التوفيق والنجاح في عمله الجديد".
- أسّس الملحوق (المكتب السعودي للتأليف والنشر) في بيروت، وقد طبع الشيخ حمد الجاسر أعداداً من مجلته (اليمامة) في بيروت عبر هذا المكتب السعودي، وقد نشر المكتب السعودي عدداً من الكتب للملحوق.

## مؤلفات
- (الأمير فيصل) صدر عام 1939.
- (النهضة العلمية والعمرانية في المملكة).
- (تطوّر المالية في المملكة).
- (السعوديات الكبرى).
- (المملكة العربية السعودية في خمسين عاماً).[8]

## التكريم
كرمته وزارة الثقافة والإعلام عام 2008 في افتتاح معرض الرياض الدولي للكتاب ضمن رواد صحافة الأفراد الذين ساهموا في إثراء الحركة الأدبية والصحفية.

## وفاته
توفي الملحوق عام 2008 (1429هـ) عن عمر يناهز 85 عاماً ودفن في الرياض.